# Mike Vogel
Michael James Vogel (Abington Township, Pennsylvania; 1979. július 17. –) amerikai színész, visszavonult modell.
Színészi pályafutását 2001-ben kezdte, olyan filmekben tűnt fel, mint a Deszkások (2003), A texasi láncfűrészes (2003), a Négyen egy gatyában (2005), a Poseidon (2006), a Cloverfield (2008), a Blue Valentine (2010), A segítség (2011) és A Jézus-dosszié (2017).
Televíziós szereplései voltak A Sorscsapás család (2001–2004), a Bates Motel – Psycho a kezdetektől (2013) és A búra alatt (2013–2015) című sorozatokban. A The Brave című amerikai drámasorozatban 2017 és 2018 között főszerepet alakított.

## Filmográfia

### Film
| Év   | Magyar cím            | Eredeti cím                           | Szerep                        | Magyar hang    |
| ---- | --------------------- | ------------------------------------- | ----------------------------- | -------------- |
| 2003 | Deszkások             | Grind                                 | Eric Rivers                   | Czető Roland   |
| 2003 | A texasi láncfűrészes | The Texas Chainsaw Massacre           | Andy                          | Nagy Ervin     |
| 2005 |                       | Supercross                            | Trip Carlyle                  |                |
| 2005 | Négyen egy gatyában   | The Sisterhood of the Traveling Pants | Eric Richman                  | Kaszás Gergő   |
| 2005 | Ámok                  | Havoc                                 | Toby                          | Bódy Gergely   |
| 2005 | Azt beszélik...       | Rumor Has It...                       | Blake Burroughs               | Szabó Máté     |
| 2006 | Poseidon              | Poseidon                              | Christian Sanders             | Zámbori Soma   |
| 2006 | A kávézó              | Caffeine                              | Danny                         | Varga Rókus    |
| 2007 | Esély a halálra       | The Deaths of Ian Stone               | Ian Stone                     | Fekete Zoltán  |
| 2008 | Cloverfield           | Cloverfield                           | Jason "Hawk" Hawkins          | Molnár Levente |
| 2009 | A folyosó túloldalán  | Across the Hall                       | Julian                        | Stern Dániel   |
| 2009 | Nyitott sírok         | Open Graves                           | Jason                         |                |
| 2010 | Blue Valentine        | Blue Valentine                        | Bobby Ontario                 | Szabó Máté     |
| 2010 | Túl jó nő a csajom    | She's Out of My League                | Jack                          | Szabó Máté     |
| 2010 |                       | Heaven's Rain                         | Brooks Douglass               |                |
| 2011 | A segítség            | The Help                              | Johnny Foote                  | Varga Gábor    |
| 2011 | Számos pasas          | What's Your Number?                   | Dave Hansen                   |                |
| 2013 |                       | McCanick                              | Floyd Intrator                |                |
| 2013 | Jake a négyzeten      | Jake Squared                          | Actor Jake                    |                |
| 2015 |                       | The Boy                               | Brandon                       |                |
| 2016 |                       | Wild Man                              | Brock                         |                |
| 2017 | A Jézus-dosszié       | The Case for Christ                   | Lee Strobel                   |                |
| 2017 | A nemek harca         | Battle of the Sexes                   | Miles                         |                |
| 2018 |                       | The Amendment                         | Brooks Douglass               |                |
| 2019 | Titkos megszállottság | Secret Obsession                      | Russell Williams/Ryan Gaerity | Simon Kornél   |
| 2020 | A vágyak szigete      | Fantasy Island                        | Sullivan hadnagy              | Schmied Zoltán |

### Televízió
| Év        | Magyar cím                         | Eredeti cím       | Szerep                | Megjegyzések                                                |
| --------- | ---------------------------------- | ----------------- | --------------------- | ----------------------------------------------------------- |
| 2001–2004 | A Sorscsapás család                | Grounded for Life | Dean Piramatti        | visszatérő szereplő (15 epizód)                             |
| 2003      | Üvöltő szelek                      | Wuthering Heights | Heath                 | - tévéfilm - magyar hangja: - Fehér Tibor                   |
| 2010      | Miami Trauma                       | Miami Medical     | Dr. Chris "C" Deleo   | főszereplő (13 epizód)                                      |
| 2011–2012 | Pan Am                             | Pan Am            | Dean Lowrey           | - főszereplő (14 epizód) - magyar hangja: - Kárpáti Levente |
| 2013      | Bates Motel – Psycho a kezdetektől | Bates Motel       | Zack Shelby rendőr    | - 7 epizód - magyar hangja: - Zámbori Soma                  |
| 2013–2015 | A búra alatt                       | Under the Dome    | Dale "Barbie" Barbara | - főszereplő (39 epizód) - magyar hangja: - Király Attila   |
| 2014      | Álmaimban                          | In My Dream       | Nick Smith            | - tévéfilm - magyar hangja: - Szatory Dávid                 |
| 2015      | A gyermekkor vége                  | Childhood's End   | Ricky Stormgren       | minisorozat (3 epizód)                                      |
| 2017–2018 |                                    | The Brave         | Adam Dalton százados  | főszereplő (13 epizód)                                      |
| 2021      | Vágyak/Valóság                     | Sex/Life          | Cooper Connelly       | - főszereplő - magyar hangja: - Szatory Dávid               |

## Fordítás
- Ez a szócikk részben vagy egészben  a   Mike Vogel című angol Wikipédia-szócikk fordításán alapul.  Az eredeti cikk szerkesztőit annak laptörténete sorolja fel. Ez a jelzés csupán a megfogalmazás eredetét és a szerzői jogokat jelzi, nem szolgál a cikkben szereplő információk forrásmegjelöléseként.